# ステージ101 ヤング青春の日々
『GOLDEN☆BEST / ステージ101 ヤング青春の日々』は、NHK総合テレビジョンの音楽番組『ステージ101』のレギュラー・グループだったヤング101の2枚組の編集CDである。

## 解説
ヤング101の18作のオリジナル・アルバムのうち、CBSソニーとキャニオン・レコードからステージ101の名義で発表された7作から選曲された。さらに以下の音源も収録された。
- CBSソニーから発表された2作のシングルのA面収録曲
- メンバーのソロ名義で発売されたシングルに収録されたステージ101オリジナルソング
- 『ステージ101』1973年4月1日、1974年3月24日、31日の放送回より
- NHK総合テレビジョン『第34回思い出のメロディー』（2002年）より
- オムニバス・アルバムより

## 収録曲
『作詞』の括弧内は日本語詞の作者名を示す。
| #         | タイトル                                                 | 作詞       | 作曲           | 編曲      | 出典・歌 | 時間  |
| --------- | -------------------------------------------------------- | ---------- | -------------- | --------- | --- | ----- |
| 1.        | 「ヤッポン（「ステージ101」テーマ・ソング）」            | 井上頌一   | 中村八大       | 中村八大  | - アルバム『二人の世界・お茶の間テレビ主題歌集』（1971年8月） - シング・アウト                                                  | 1:35  |
| 2.        | 「涙をこえて」                                           | かぜ耕士   | 中村八大       | 中村八大  | - シング・アウト、シングル『涙をこえて』（1969年12月） - シング・アウト                                                         | 3:26  |
| 3.        | 「気になるわ」                                           | 岩谷時子   | いずみたく     | 渋谷毅    | - 泉朱子、シングル『気になるわ』（1970年1月15日） - 泉朱子                                                                      | 3:08  |
| 4.        | 「しあわせの限界」                                       | 片桐和子   | 佐和田容堂     | 山屋清    | - 串田アキラ、シングル『しあわせの限界』（1970年4月5日） - 串田アキラ                                                           | 3:41  |
| 5.        | 「恋人中心世界」                                         | 小平なほみ | 中村八大       | 中村八大  | - 小林啓子、シングル『比叡おろし／恋人中心世界』（1970年5月1日） - 小林啓子                                                     | 2:41  |
| 6.        | 「故郷を去ってゆく時」                                   | 藤田敏雄   | いずみたく     | 大柿隆    | - 泉朱子、シングル『故郷を去っていく時』（1971年7月1日） - 泉朱子                                                               | 3:30  |
| 7.        | 「のんびり」                                             | マイク真木 | マイク真木     | 和田昭治  | - アルバム『ニュー・フォークの世界』（1971年9月5日） - 塩見大治郎、ザ・バーズ＆ヤング101                                        | 2:39  |
| 8.        | 「返事をおくれよ」                                       | 忌野清志郎 | 肝沢暢一       | 和田昭治  | - アルバム『ニュー・フォークの世界』（1971年9月5日） - 水木誠＆ヤング101 (ゲスト：PICO)                                         | 2:54  |
| 9.        | 「人生すばらしきドラマ」                                 | 山川啓介   | 和田昭治       | 和田昭治  | - アルバム『ヤング訪問!!』（1972年4月21日） - ヤング101                                                                         | 4:13  |
| 10.       | 「若い旅」                                               | 永 六輔    | 中村八大       | 中村八大  | - 塩見大治郎、アルバム『愛のゆくえを知らない／若い旅』（1972年10月21日） - 塩見大治郎＆ヤング101                                | 2:58  |
| 11.       | 「港祭りの町」                                           | 山上路夫   | かまやつひろし | 東海林修  | - アルバム『愛の限界』（1972年12月20日） - 相沢忠彦                                                                             | 3:07  |
| 12.       | 「ジャングルジム」                                       | 及川恒平   | 東海林修       | 東海林修  | - アルバム『ぼくら青春の日々』（1973年3月21日） - ヤング101                                                                     | 3:06  |
| 13.       | 「僕が五年前に考えたこと」                               | 及川恒平   | 東海林修       | 東海林修  | - アルバム『ぼくら青春の日々』 - 田中星児＆まきのりゆき                                                                         | 1:40  |
| 14.       | 「イニシャルを刻め！」                                   | 及川恒平   | 東海林修       | 東海林修  | - アルバム『ぼくら青春の日々』 - 塩見大治郎＆ヤング101                                                                          | 2:31  |
| 15.       | 「恋人よ飛んでおいでよ Come Over My Love (Oh, My Love)」 | 増永直子   | 斎藤明彦       | 東海林修  | - シングル『恋人よ飛んでおいでよ』（1973年4月1日） - ヤング101                                                                  | 2:31  |
| 16.       | 「D51」                                                  | 平出賢文   | 平出賢文       | 田中星児  | - 田中星児＆まきのりゆき、シングル『D51』（1973年9月） - 田中星児＆まきのりゆき                                                 | 2:58  |
| 17.       | 「夕暮れ」                                               | 高田渡     | 東海林修       | 東海林修  | - アルバム『ぼくら心のふるさと』（1973年9月21日） - まきのりゆき＆ヤング101                                                     | 3:29  |
| 18.       | 「僕の生まれた村」                                       | 西岡恭蔵   | 東海林修       | 東海林修  | - アルバム『ぼくら心のふるさと』 - 塩見大治郎＆ヤング101                                                                        | 4:03  |
| 19.       | 「空と海がとけあうとき」                                 | 松本隆     | 東海林修       | 東海林修  | - アルバム『ぼくら心のふるさと』 - ヤング101                                                                                    | 2:54  |
| 20.       | 「君のコスモス」                                         | 岩谷時子   | 宮川泰         | 宮川泰    | - アルバム『ヤング集合!!』（1973年12月21日） - ヤング101 (ソロ：塩見大治郎、湖東美歌、山崎功，広美和子、工藤たけし)             | 4:01  |
| 21.       | 「駄目ね！」                                             | 駄目な娘   | 中村八大       |           | - 1973年4月1日放送 - ザ・チャープス、江崎英子、豊田礼子、山田美也子                                                             | 2:07  |
| 22.       | 「脱線列車に乗り込んで」                                 | かぜ耕士   | 中村八大       |           | - 1974年3月24日放送 - ヤング101                                                                                                 | 2:40  |
| 23.       | 「心、心よ」                                             | 及川恒平   | 東海林修       | 東海林修  | - 1974年3月24日放送 - ヤング101 (ソロ：湖東美歌、佐藤幸平)                                                                      | 2:49  |
| 24.       | 「「ステージ101」 テーマ'73」                            | 岡田富美子 | 若子内悦郎     | 東海林修  | - 1974年3月31日放送 - ヤング101 (セリフ：若子内悦郎、伊藤三礼子、諏訪マリー)                                                    | 1:31  |
| 25.       | 「怪獣のバラード 2002 (The Ballad Of Magic Dragon)」     | 岡田富美子 | 東海林修       |           | - NHKテレビ『思い出のメロディー』（2002年8月10日） - ヤング101                                                                  | 1:14  |
| 26.       | 「涙をこえて（ライブ）」                                 | かぜ耕士   | 中村八大       | 中村八大  | - 合歓ポピュラー・フェスティバル'69／グランプリ受賞・実況（1969年7月25日）アルバム「The World Music Festival」 - シング・アウト | 2:50  |
| 合計時間: | 合計時間:                                                | 合計時間:  | 合計時間:      | 合計時間: | 合計時間: | 74:16 |

| #         | タイトル | 作詞                                                                | 作曲                                                      | 編曲       | 出典・歌                                                                                         | 時間  |
| --------- | --- | ------------------------------------------------------------------- | --------------------------------------------------------- | ---------- | ------------------------------------------------------------------------------------------------ | ----- |
| 1.        | 「明日に架ける橋 Bridge Over Troubled Water」                                                                                                  | Paul Simon                                                          | Paul Simon                                                | 中村八大   | - アルバム『サイモンとガーファンクルを歌う』 - 黒沢裕一、若子内悦郎＆ヤング101                   | 4:05  |
| 2.        | 「バイ・バイ・ラブ Bye Bye Love」 | Boudleaux Bryant, Felice Bryant                                     | Boudleaux Bryant, Felice Bryant                           | 和田昭治   | - アルバム『サイモンとガーファンクルを歌う』 - 塩見大治郎＆ヤング101                             | 2:49  |
| 3.        | 「いとしのセシリア Cecilia」 | Paul Simon                                                          | Paul Simon                                                | 和田昭治   | - アルバム『サイモンとガーファンクルを歌う』 - ヤング101                                         | 3:06  |
| 4.        | 「アイ・アム・ア・ロック I Am A Rock」 | Paul Simon                                                          | Paul Simon                                                | ザ・バロン | - アルバム『サイモンとガーファンクルを歌う』 - 河内弘明＆若子内悦郎 （演奏：ザ・バロン）         | 2:45  |
| 5.        | 「サウンド・オブ・サイレンス The Sounds Of Silence」                                                                                           | Paul Simon（星加ルミ子)                                             | Paul Simon                                                | 中村八大   | - アルバム『サイモンとガーファンクルを歌う』 - 井口典子、温碧蓮＆ヤング101                       | 3:04  |
| 6.        | 「スカボロー・フェア/詠唱 Scarborough Fair/Canticle」                                                                                          | Paul Simon, Art Garfunkel（有馬三恵子）                             | Paul Simon, Art Garfunkel                                 | 和田昭治   | - 『サイモン&ガーファンクル・ベスト (全訳)』 - ヤング101                                         | 3:24  |
| 7.        | 「冬の散歩道 A Hazy Shade Of Winter」 | Paul Simon（小倉雅美)                                               | Paul Simon                                                | 中村八大   | - 『サイモン&ガーファンクル・ベスト (全訳)』 - 井口典子、塩見大治郎＆ヤング101                   | 2:26  |
| 8.        | 「ミセス・ロビンソン Mrs. Robinson」 | Paul Simon（小倉雅美)                                               | Paul Simon                                                | 中村八大   | - 『サイモン&ガーファンクル・ベスト (全訳)』 - 井口典子、高橋キヨシ＆ヤング101                   | 2:51  |
| 9.        | 「早く家に帰りたい Homeward Bound」 | Paul Simon（小倉雅美)                                               | Paul Simon                                                | 中村八大   | - 『サイモン&ガーファンクル・ベスト (全訳)』 - 石岡ひろし&ヤング101                              | 2:27  |
| 10.       | 「ボクサー The Boxer」 | Paul Simon（小倉雅美)                                               | Paul Simon                                                | 和田昭治   | - 『サイモン&ガーファンクル・ベスト (全訳)』 - 石岡ひろし、塩見大治郎＆ヤング101                 | 5:03  |
| 11.       | 「ビートルズ・メドレー- 涙の乗車券 Ticket To Ride - レット・イット・ビー Let It Be - デイ・トリッパー Day Tripper - ヘイ・ジュード Hey Jude 」 | John Lennon, Paul McCartney                                         | John Lennon, Paul McCartney                               | 三沢郷     | - 『ヤング訪問!!』 - ヤング101（ソロ：石岡ひろし、諏訪マリー、竹内ゆり子、竹内えり子、河内広明） | 5:10  |
| 12.       | 「愛するハーモニー I'd Like To Buy The World A Coke」                                                                                          | William Backer, Roqual Davis, Roger Cook, Roger Greenaway（長恭子） | William Backer, Roqual Davis, Roger Cook, Roger Greenaway | 葵まさひこ | - シングル『愛するハーモニー』（1972年4月21日） - ヤング101                                      | 2:33  |
| 13.       | 「マミー・ブルー Mamy Blue」 | Hubert Giraud（長恭子）                                             | Hubert Giraud                                             | 和田昭治   | - 『ヤング訪問!!』 - 河内広明＆ヤング101                                                         | 3:25  |
| 14.       | 「スイート・キャロライン Sweet Caroline」 | Neil Diamond（片岡和子）                                            | Neil Diamond                                              | 和田昭治   | - 『ヤング訪問!!』 - 若子内悦郎＆ヤング101                                                       | 3:18  |
| 15.       | 「ジャンバラヤ Jambalaya」 | Hank Williams                                                       | Hank Williams                                             | 東海林修   | - 『ぼくら心のふるさと』 - ヤング101                                                             | 2:36  |
| 16.       | 「落葉のコンチェルト For The Peace Of All Mankind」                                                                                            | Albert Hammond, Mike Hazlewood（ちあき哲也）                        | Albert Hammond, Mike Hazlewood                            | 宮川泰     | - 塩見大治郎、まきのりゆき＆ヤング101                                                            | 3:29  |
| 17.       | 「アローン・アゲイン Alone Again」 | Gilbert O'Sullivan（山上路夫）                                      | Gilbert O'Sullivan                                        | 宮川泰     | - 広美和子＆ヤング101                                                                            | 4:28  |
| 18.       | 「故郷を離るる歌 Der Letzte Abend」 | ドイツ民謡                                                          | ドイツ民謡                                                | 宮川泰     | - ヤング101                                                                                      | 2:08  |
| 19.       | 「出発の歌 Song Of Departure」 | 及川恒久                                                            | 小室等                                                    | 奥村貢     | - 『ヤング訪問!!』 - ヤング101                                                                   | 4:13  |
| 20.       | 「この広い野原いっぱい」 | 小薗江桂子                                                          | 森山良子                                                  | 宮川泰     | - アルバム『ヤング集合!!』 - 塩見大治郎、太田裕美＆ヤング101                                     | 2:41  |
| 21.       | 「ふたりの急行列車」 | 林春夫                                                              | 筒美京平                                                  | 山屋清     | - アルバム『さよならステージ101』 - 太田裕美、木下とも子＆ヤング101                              | 2:36  |
| 22.       | 「あなた」 | 小坂明子                                                            | 小坂明子                                                  | 山屋清     | - アルバム『さよならステージ101』 - 太田裕美＆ヤング101                                          | 4:26  |
| 合計時間: | 合計時間: | 合計時間:                                                           | 合計時間:                                                 | 合計時間:  | 合計時間:                                                                                        | 73:03 |